# Hylodes sazimai
Espèce
Statut de conservation UICN

 DD  : Données insuffisantes
Hylodes sazimai est une espèce d'amphibiens de la famille des Hylodidae.

## Répartition
Cette espèce est endémique du Brésil. Elle se rencontre :
- dans l'État de São Paulo à Campinas dans la Serra das Cabras ;
- dans l'État de Rio de Janeiro dans le parc national d'Itatiaia.

## Description
Les 2 spécimens adultes mâles observés lors de la description originale mesurent entre 27,1 mm et 28,5 mm de longueur standard.

## Étymologie
Cette espèce est nommée en l'honneur d'Ivan Sazima.

## Publication originale
- Haddad & Pombal, 1995 : A new species of the frog genus Hylodes from southeastern Brazil (Amphibia: Leptodactylidae). Herpetologica, vol. 51, no 3, p. 279-286 (texte intégral).